# Ягодний (Читинський район)
Я́годний (рос. Ягодный) — селище у складі Читинського району Забайкальського краю, Росія. Входить до складу Сохондинського сільського поселення.

## Населення
Населення — 359 осіб (2010; 390 у 2002).
Національний склад (станом на 2002 рік):
- росіяни — 99 %